# Bolocera
Bolocera es un género de anémona de mar de la familia Actiniidae. Fue descrita por Gosse en 1860.

## Especies
Se reconocen las siguientes:
- Bolocera africana Paz, 1909
- Bolocera kensmithiEash -Loucks & Fautin, 2012
- Bolocera kerguelensis Studer, 1879
- Bolocera máxima Carlgren, 1921
- Bolocera norvegica Pax, 1909
- Bolocera pannosa McMurrich, 1893
- Bolocera paucicornis Dunn, 1893
- Bolocera somaliensis Carlgren, 1928
- Bolocera tuediae (Johnston, 1832)